# Hans Rentmeister
Hans Rentmeister (* 19. Mai 1911; † 18. April 1996) war ein deutscher Widerstandskämpfer gegen das NS-Regime.

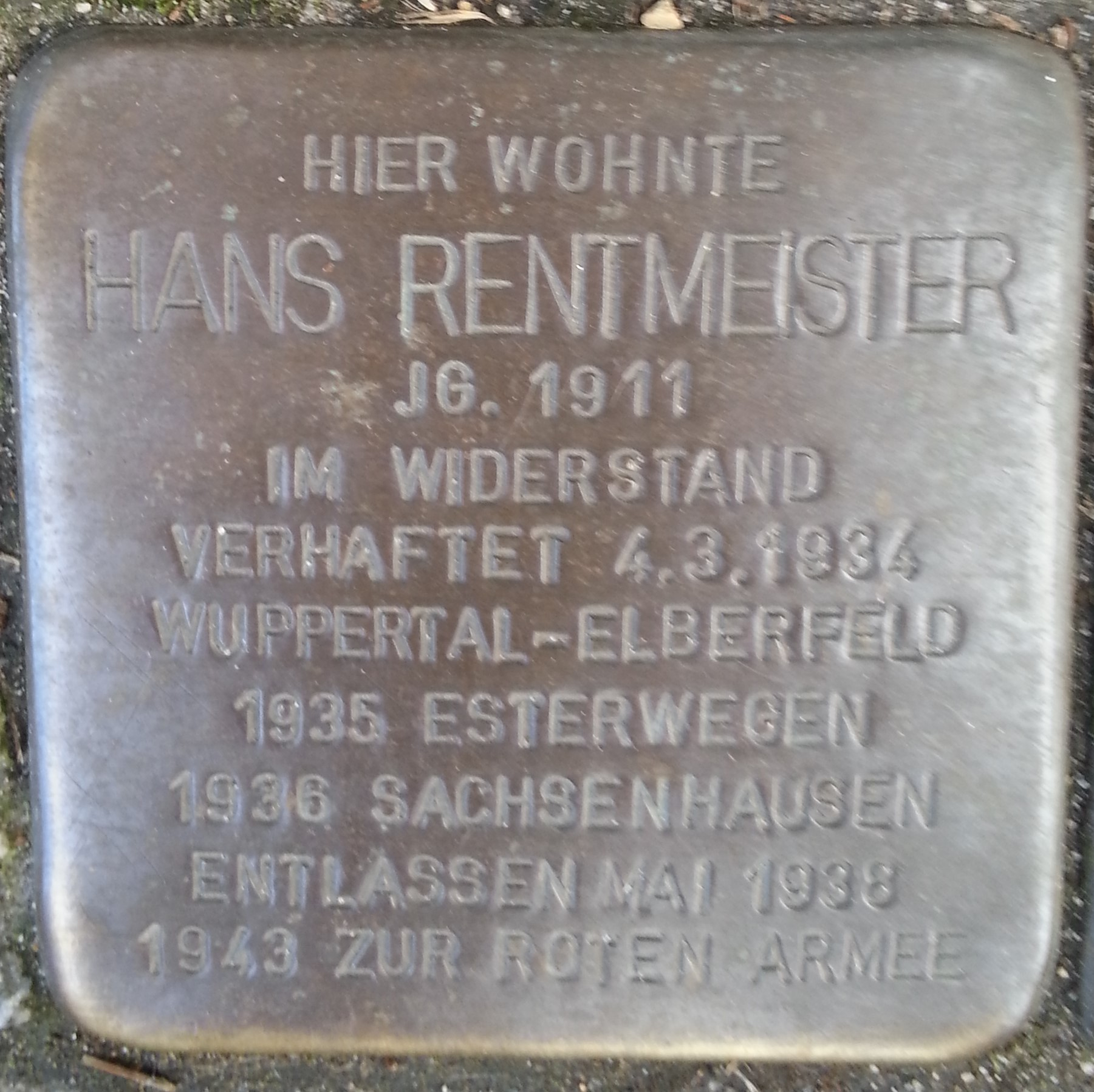
Stolperstein Hans Rentmeister in Oberhausen-Sterkrade

## Leben
Rentmeister trat 1931 aus der SAJ aus und wurde Mitglied des KJVD. Ab 1933 beteiligte er sich am antifaschistischen Widerstand gegen die NS-Diktatur. Dem ersten Zugriff der SA im Februar 1933 konnte er entkommen. Er emigrierte nach Holland, kam kurz darauf wieder zurück und arbeitete illegal. Ein Zentrum dieser illegalen Arbeit war die Wohnung seiner Mutter Katharina Rentmeister – der „roten Käthe“ – in Oberhausen-Sterkrade. Hier fand auch Erich Honecker während seiner Arbeit für den KJVD des Ruhrgebiets 1933 bis 1934 wichtige Unterstützung, und es wurden Verbindungen zu antifaschistischen katholischen Jugendverbänden gepflegt.  Eine besonders enge Verbindung bestand zu Willi Seng. Rentmeister war an der Herausgabe von illegalen Zeitungen und Solidaritätssammlungen für illegal lebende KP-Funktionäre beteiligt. Im März 1934 wurde er durch die Gestapo verhaftet und wegen Vorbereitung zum Hochverrat zu eineinhalb Jahren Gefängnis verurteilt. Danach kam er in das KZ Esterwegen, später ins KZ Sachsenhausen. 1938 wurde er entlassen und unter Polizeiaufsicht gestellt. Im Juli 1942 bekam er Verbindung mit dem Beauftragten des ZK der KPD Wilhelm Beuttel und war am Aufbau einer illegalen KPD-Organisation im Ruhrgebiet beteiligt. Im Frühjahr 1943 wurde er für „wehrfähig“ befunden, zur Wehrmacht einberufen und im Juli 1943 Richtung Osten transportiert. Im August 1943 lief er im Raum Belgorod zur Roten Armee über. Er kam auf die Antifaschule im Kriegsgefangenenlager 165, später auf die Parteischule der KPD in Schodnja bei Moskau und leistete antifaschistische Aufklärungsarbeit unter den Kriegsgefangenen. Ende Mai 1945 wurde er mit einer Militärmaschine von Moskau nach Berlin-Tempelhof geflogen.
Er wurde als Politischer Sekretär der neugebildeten KPD-Organisation im Berliner Bezirk Tiergarten eingesetzt und war seit 1946 Vorsitzender des SED-Kreisvorstandes Tiergarten. 1949 ging er nach Ostberlin und kandidierte zu den Wahlen zum III. Deutschen Volkskongress. 1955 wurde er 1. Sekretär der SED-Kreisleitung Berlin-Lichtenberg. Gleichzeitig war er Bezirksverordneter und Bezirksrat des Stadtbezirkes Lichtenberg. Von Juli 1958 bis Januar 1963 war er Kandidat des ZK der SED. Anschließend arbeitete er als Sektorenleiter im Zentralen Parteiarchiv und schließlich als wissenschaftlicher Mitarbeiter am Institut für Marxismus-Leninismus beim ZK der SED.
Verheiratet war Rentmeister mit Kläre Rentmeister. Hans Rentmeister junior ist der Sohn von Hans Rentmeister.

## Auszeichnungen
- 1955 Ehrenbürger von Ost-Berlin
- 1958 Medaille für Kämpfer gegen den Faschismus 1933 bis 1945
- 1961 Vaterländischer Verdienstorden in Silber
- 1971 Orden Banner der Arbeit